# Ahuy
Ahuy ist eine französische Gemeinde mit 1.695 Einwohnern (Stand 1. Januar 2022) im Département Côte-d’Or in der Region Bourgogne-Franche-Comté. Sie gehört zum Arrondissement Dijon und zum Kanton Fontaine-lès-Dijon. Die Einwohner der Gemeinde werden Aqueduciens oder Aqueduciennes genannt.

## Geographie
Die nächste große Stadt Dijon liegt nur wenige Kilometer weit entfernt. Umgeben wird Ahuy von der Gemeinde Messigny-et-Vantoux im Norden, von Ruffey-lès-Echirey im Osten, von Fontaine-lès-Dijon und Dijon im Süden und von Hauteville-lès-Dijon im Westen.

## Bevölkerungsentwicklung
| Jahr                       | 1962 | 1968 | 1975 | 1982 | 1990 | 1999 | 2006 | 2012 | 2019 |
| Einwohner                  | 539  | 603  | 633  | 960  | 1283 | 1356 | 1304 | 1265 | 1464 |
| Quellen: Cassini und INSEE |      |      |      |      |      |      |      |      |      |